# Triepeolus monardae
Triepeolus monardae är en biart som beskrevs av Mitchell 1962. Triepeolus monardae ingår i släktet Triepeolus och familjen långtungebin. Inga underarter finns listade i Catalogue of Life.